# Francisco I de Orléans-Longueville
Francisco I de Orléans-Longueville, de la casa capetina Orléans-Longueville, (1447-Châteaudun, 25 de noviembre de 1491), par de Francia, condé de Dunois, de Longueville, y Tancarville, Baron Varenguebec, vizconde de Melun, señor de Parthenay, en Beaugency, de Château-Renault, gobernador de Dauphiné y de Normandía, alguacil y chambelán de Normandía.

## Vida
Hijo mayor del famoso Jean de Dunois (Jean bastardo de Orléans) y de María de Harcourt (rama de los señores de Montgomery, Abbeville, Melun, Tancarville, Parthenay, Châtelaillon), también fue el padre del primer duque de Longueville, y fundador de la Casa de Orléans-Longueville. Chambelán de Francia, también estuvo a cargo de los cargos de chambelán de Normandía (adjunto al título de Conde de Tancarville) y Condestable de Normandía (adjunto al título de Barón de Varenguebec).
Durante la Guerra loca, se puso del lado del pretendiente Luis II de Orléans y en contra de la regente Ana de Francia. Se apoderó del castillo de Parthenay en junio de 1487, luego reunió a las tropas rebeldes en Nantes. Declarado culpable de lesa majestad en enero de 1488, finalmente fue amnistiado un año después con su compañero Lescun cuando Ana de Bretaña se convirtió en duquesa.

### Matrimonio e hijos
Se casa el 2 de julio de 1466 con Inés de Saboya, una de los diecisiete hijos del Duque Luis I de Saboya y la princesa Lusignan Ana de Chipre, con la que tuvo a:
- Francisco II de Orléans-Longueville (1470-1512), condé de Dunois y Longueville, etc., primer duque de Longueville, sin descendencia.
- Luis I de Orléans-Longueville (1480-1516), condé de Montgomery, Príncipe de Châtelaillon y vizconde de Abbeville, después de su hermano duque de Longueville, etc., y que continuó con la descendencia.
- Juan de Orléans-Longueville (1484-1533), arzobispo de Toulouse, obispo de Orléans y cardenal.